# Armatobalanus nefrens
Armatobalanus nefrens är en kräftdjursart som först beskrevs av Zullo 1963.  Armatobalanus nefrens ingår i släktet Armatobalanus och familjen Archaeobalanidae. IUCN kategoriserar arten globalt som otillräckligt studerad. Inga underarter finns listade i Catalogue of Life.